# Siamkatze
Siamkatzen (oft verwendete Namenskurzform: Siamesen, thailändisch: วิเชียรมาศ, RTGS: wichian mat, das bedeutet ‚Monddiamant‘) gehören zu den bekanntesten und am meisten verbreiteten Rassekatzen. Wie der Name vermuten lässt, stammen die Vorfahren der heutigen Siamkatzen aus dem südostasiatischen Siam, dem heutigen Thailand, wo sie vor etwa 150–200 Jahren schriftlich erwähnt werden. Das erste Siamkatzenpaar gelangte Ende des 19. Jahrhunderts über englische Diplomaten nach Großbritannien und begründete die Zucht der Rasse in Europa.
Siamkatzen sind Teilalbinos. Diese Form der Mutation zeichnet sich durch eine blaue Augenfarbe und eine weiße Fellfarbe mit dunkler gefärbten Stellen (Abzeichen, sogenannte „Points“) an den Körperspitzen (Akren) wie Ohren, Schwanz und Pfoten aus.
Durch intensive Züchtungsarbeit vor allem in den 1980er- und 1990er-Jahren kam es zu einer starken Differenzierung im Aussehen der Siamkatzen. Man unterscheidet nun einen „modernen Typ“, der weiterhin als Siamkatze bezeichnet wird, und einen sogenannten „traditionellen Typ“, der unter dem Namen Thaikatze oder „Traditionelle Siamkatze“ von manchen Verbänden bereits als eigener Rassestandard anerkannt wird. Weitere eng verwandte Rassekatzen in der Gruppe der orientalischen Katzen sind beispielsweise die in den 1940er-Jahren anerkannten Siamkatzen mit Halblanghaarfell, die Balinesenkatze oder Orientalisch-Kurzhaar-Katzen (OKH), die sich nur durch andersfarbige Augen und die Fellfarbe von der Siamkatze unterscheiden.

## Herkunft

Karte von Südostasien

Die Vorfahren der heutigen Siamkatze stammen aus dem südostasiatischen Raum. Ob sich der langschwänzige, hochbeinige Typ mit den für Siamkatzen typischen Points dort originär aus der Vermischung freilebender Wild- mit bereits domestizierten Katzen entwickelte oder ob es Einflüsse von außerhalb gab, ist nicht bekannt. Einer Hypothese zufolge kamen über arabische und indische Seefahrer Katzen aus dem Mittelmeerraum beziehungsweise Kleinasien nach Südostasien und brachten die bei Mittelmeerkatzen oft anzutreffende Schlankform in den Genpool der südostasiatischen Vorgängerkatzen ein.

## Geschichte

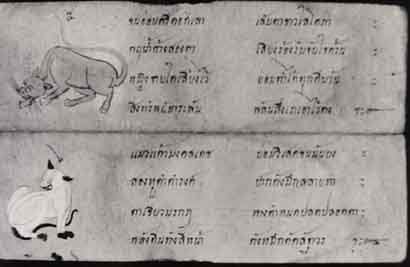
Zeichnung einer Siamkatze in „Tamra Maew“ (unten)

Siamkatzen wurden neben anderen Katzenarten bereits in Traktaten erwähnt, die auf Folklore der Ayutthaya-Periode beruhen, aber erst etwa vor 150–200 Jahren von unbekannten Autoren erstellt wurden. Sie sind heute unter dem Namen Tamra Maew (etwa: Lehrbuch der Katzen) bekannt; da sie in Versform geschrieben sind, nennt man sie auch Katzen-Gedichte. Die Tamra Maew sind mit Malereien illustriert, die die typischen Katzenmerkmale zeigen.

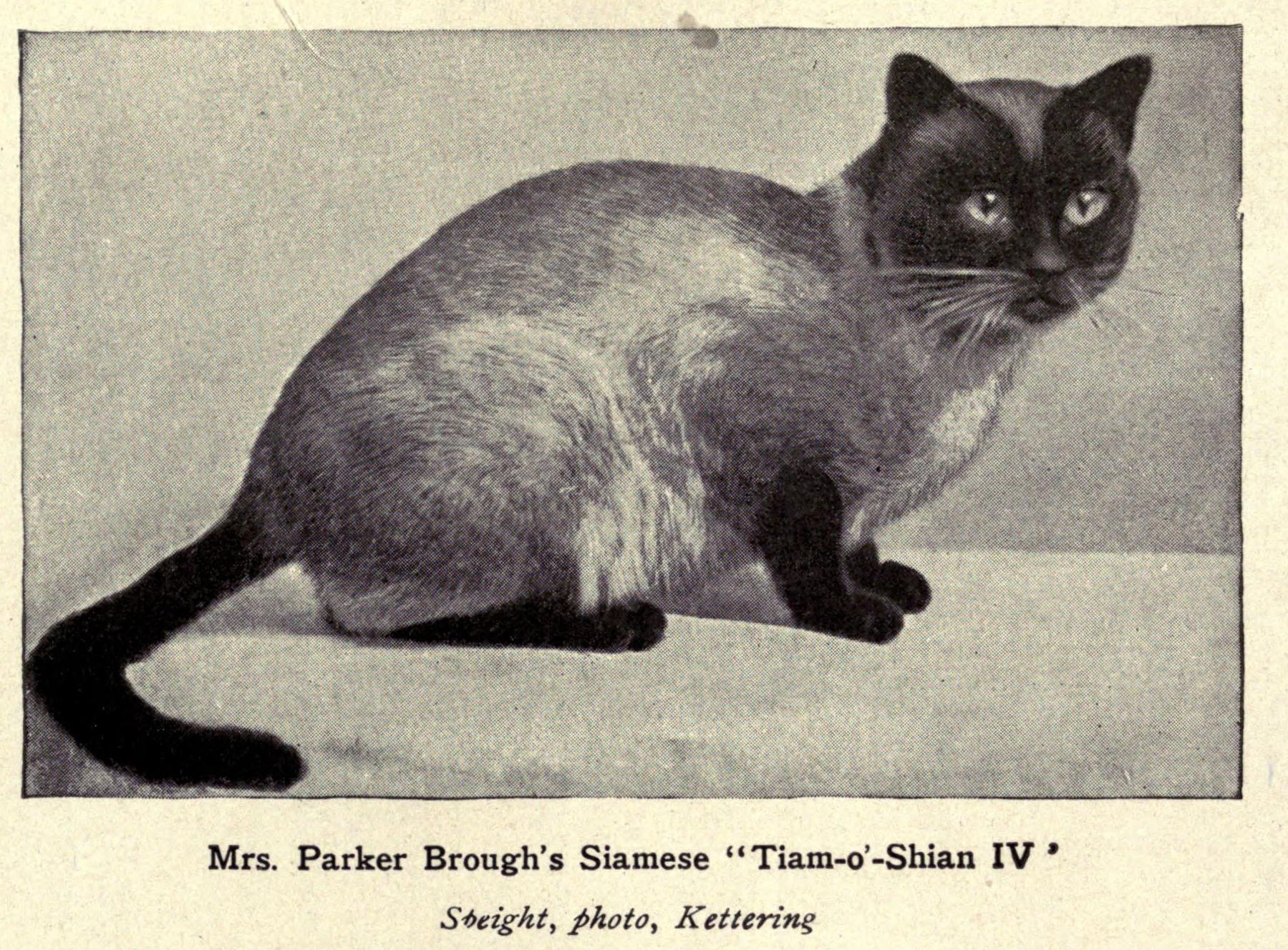
Tiam O’Shian IV, Siam Seal Point-Kater (Aufnahme von 1902)

Vereinzelte Siamkatzen kamen in den 1870er-Jahren nach England und den USA, starben dort aber schnell infolge fehlender klimatischer Anpassung und falscher Haltung. 1871 erregten erste ausgestellte Siamkatzen im Londoner Crystal Palace großes Aufsehen. 1884 schenkte der siamesische König Chulalongkorn dem britischen Generalkonsul Sir Edward Blencowe Gould ein männliches und ein weibliches Tier. Pho und Mia wurden zum ersten Zuchtpaar in England. Bereits kurz nach ihrer Ankunft begann man endgültig, Siamkatzen mit in das Zuchtprogramm aufzunehmen und weitere Tiere in England einzuführen. Erste Nachkommen des Siamkatzenpaares Pho und Mia wurden bereits auf der großen Katzenausstellung im Londoner Crystal Palace 1885 ausgestellt.
In den ersten Jahrzehnten konnte nur mit wenigen Tieren gezüchtet werden, was wahrscheinlich durch Inzucht zu der Entstehung heute vorhandener Gendefekte führte. Siamkatzen waren entweder Direktimporte aus Siam (bis in die 1930er-Jahre) oder kamen aus europäischen Zoos, wo sie als Attraktion gehalten wurden. Man unterschied in diesen Anfangsjahren der Zucht die Typen „Siam-Königskatze“ und „Tempelkatze“, die sich in Körperbau und -farbe sowie in der Schwanzlänge unterschieden.
Der erste Rassestandard für Siamkatzen, die man damals noch als Royal Cat of Siam bezeichnete, wurde 1892 erstellt und 1902 stark erweitert. 1901 wurde in England der „Siamese Cat Club“ gegründet. Ende des 19. Jahrhunderts wurden Siamkatzen bereits vermehrt in England und Frankreich gezüchtet und auch in den USA fanden sich zu diesem Zeitpunkt die ersten Siamkatzenzüchter. Erst 1927 begann in Deutschland bei dem „1. Deutschen Angorakatzen – Schutz- und Zuchtverbandes“ (heute 1. DEKZV) mit zwei eingetragenen Züchtern eine planmäßige Zucht. Ab der Mitte des 20. Jahrhunderts wurden Siamkatzen weltweit in großem Stil gezüchtet. Beginnend mit den 1950er- und 1960er-Jahren wurden bei der Zucht verschiedene Farbschläge wie Chocolate-, Lilac- oder Red-Point gezielt selektiert und weitergezüchtet, was mittelfristig zu der Anerkennung weiterer eigenständiger Farbschläge durch die großen Katzenzuchtverbände führte.

## Aussehen

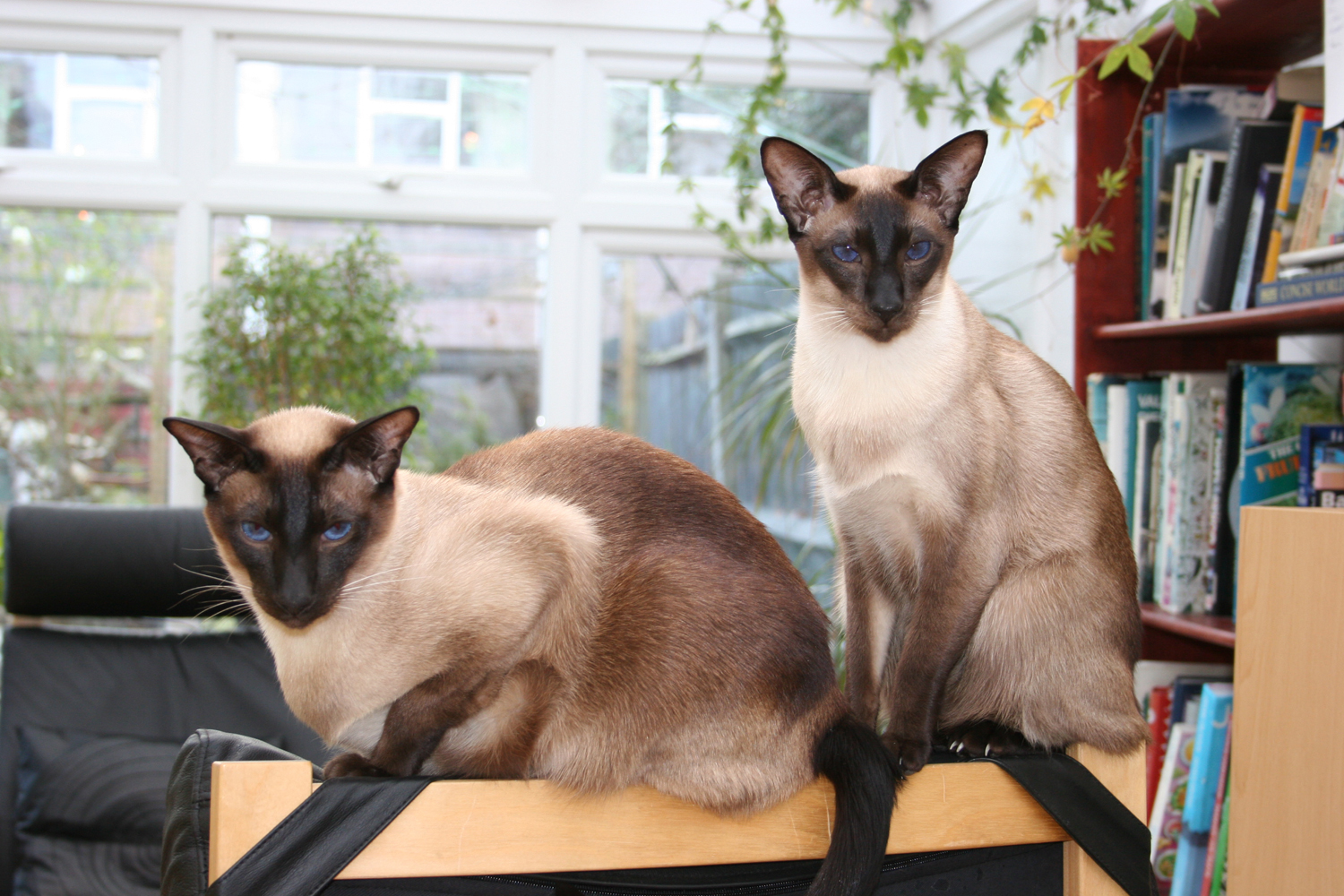
2 ausgewachsene Siam Seal Point-Kater, moderner Typ

Die Siamkatze ist eine sehr schlanke, muskulöse Kurzhaarkatze von mittlerer Größe. Die Kätzinnen wiegen zwischen 3,0 und 4,0 kg, Kater zwischen 4,0 und 5,0 kg. Die beiden typischen Merkmale der Siamkatze bestehen in den durchwegs blauen Augen sowie in der Pointierung des Fells an hervorstehenden Körperteilen wie Nase, Ohren, Schwanz, Pfoten und – bei Katern – dem Hodensack.
Aufgrund ihrer langen Beine zählt sie, wie beispielsweise auch die Abessinierkatze, zu den hochbeinigen Katzenrassen. Die Hinterbeine sind dabei länger als die Vorderbeine. Die Pfotenform ist oval. Der Schwanz ist länger als bei den meisten anderen nichtorientalischen Katzen, dünn und in einer Spitze auslaufend.
Der Kopf der Siamkatze ist, je nach Unterscheidung in modernen oder traditionellen Typ, keilförmig bis leicht rundlich. Im Idealfall bilden Gesicht und die großen, diagonal stehenden Ohren ein gleichschenkliges Dreieck. Die Augen der Siamkatze sind mandelförmig, weit auseinanderliegend und leicht schrägstehend. Die Nase der Siamkatze ist relativ lang und verläuft gerade und ohne Stop vom Scheitel herab. Das Kinn ist wenig ausgeprägt, aber nicht fliehend.
Das Fell der Siamkatze ist umso heller, je jünger die Tiere sind. Eine vollständige Ausfärbung der Points ist in der Regel mit circa sechs bis neun Monaten abgeschlossen. Das Fell ist sehr kurz, enganliegend und sehr weich. Aufgrund der ursprünglichen Herkunft weist es nahezu keine Unterwolle auf.

## Charakter

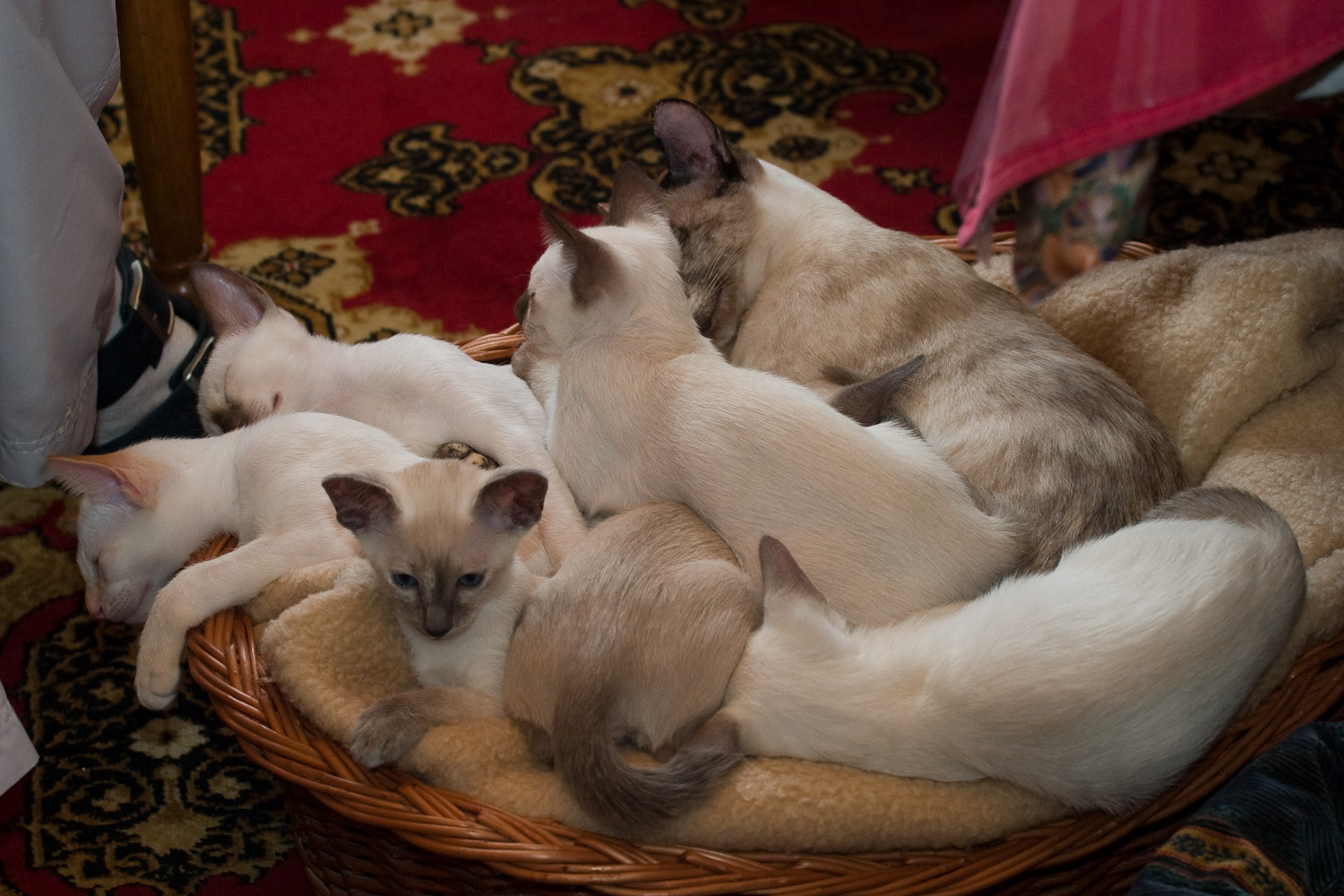
Siamkatze gemeinsam mit ihrem wenige Wochen alten Wurf

Aufgrund der hohen Wurfzahlen, im Durchschnitt vier bis sechs Kitten, öfter auch mehr, weisen Siamkatzen normalerweise ein ausgeprägtes Sozialverhalten auf. Sie haben, wie alle anderen orientalischen Katzen auch, ein intensives gemeinsames Gruppenleben. Gegenseitige Körperpflege, Fang- und Jagdspiele sowie gemeinsames Jagen und das gemeinsame Großziehen von Jungtieren bei mehreren Würfen gehören dazu. Siamkatzen sollten deshalb nie als Einzelkatze gehalten werden.
Siamkatzen gelten als hochintelligent, eigenwillig und trotzdem sehr menschenbezogen. Bei den Rassekatzen gehören sie zu den kommunikativsten Katzen, verbunden mit einer äußerst lauten Stimme. Ihr Spieltrieb, besonders in Gesellschaft anderer Katzen, ist sehr ausgeprägt und auch bei älteren Katzen noch vorhanden. Ihre Lernwilligkeit und Menschenbezogenheit zeigt sich beispielsweise bei der Bereitschaft, sich an einer Leine oder einem Geschirr ausführen zu lassen. Diese ist bei den Siamkatzen von allen Rassekatzen am ausgeprägtesten. Wegen des hohen Maßes an Interaktion mit dem Menschen werden Siamkatzen oft auch als die „Hunde unter den Rassekatzen“ bezeichnet.
Im Rahmen der tiergestützten Therapie, in diesem Fall der Felinaltherapie, werden Katzen zur Verbesserung der Lebensqualität von behinderten Menschen, insbesondere Kindern, eingesetzt. Hier wird insbesondere die Siamkatze zur Interaktion mit hyperaktiven Kindern bevorzugt. Durch ihren sehr lebhaften Charakter sowie ihre Gutmütigkeit animieren Siamkatzen behinderte Kinder, die beispielsweise Formen des Autismus aufweisen, zu einer Steigerung der eigenen Aktivitäten.

## Rassestandard und Züchtung
Der erste Rassestandard für Siamkatzen wurde 1892 in England von Harrison Weir formuliert. Bereits 10 Jahre später wurde er vom 1901 gegründeten und heute noch bestehenden englischen Siamese Cat Club angepasst. Noch im 19. Jahrhundert wurde in Frankreich ebenfalls intensiver gezüchtet. In den USA begann eine planmäßige Siamkatzenzucht mit Zuchtbuch im Jahr 1900. Erst relativ spät, ab der Mitte der 1920er-Jahre, fasste die Zucht von Siamkatzen in Deutschland Fuß.

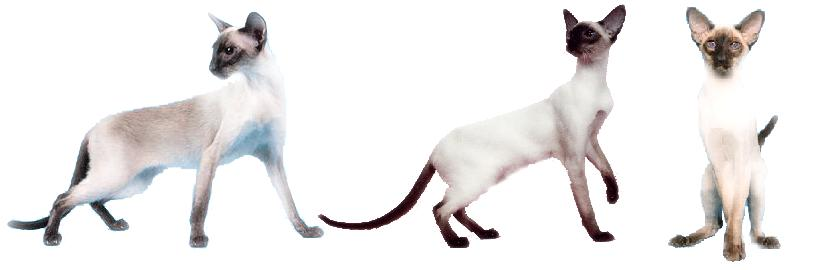
Moderner Siamkatzentyp

Weitere Anpassungen des Standards erarbeiteten später die großen nationalen und internationalen Dachverbände der Rassekatzenzuchtverbände. Dabei kam es auch zu einer unterschiedlichen Akzeptanz von einzelnen Typen und Farbschlägen, die heute vor allem in den USA und Europa für stark differierende Standards und Klassifizierungen von Siamkatzen verantwortlich ist. So ist die F. I. Fe (Fédération Internationale Féline), eine der größten europäischen Dachorganisationen, bei der Akzeptanz von Farbschlägen und Typen eher konservativ. Der größte amerikanische Dachverband, CFA (Cat Fanciers’ Association), erkennt nur die ursprünglichen Farbschläge (siehe im Kapitel Farben) an, alle neueren Farbschläge werden als Colourpoint Shorthair bezeichnet und gerichtet. Als einziger größerer Dachverband erkennt die T. I. C. A. (The International Cat Association, USA) zusammen mit vielen kleineren unabhängigen Rassekatzenzuchtverbänden Thaikatzen als eigenen Rassestandard an, während diese bei den anderen genannten Dachverbänden nach wie vor als Siamkatze mitgerichtet werden.
| Rassestandard Siamkatzen am Beispiel der Fédération Internationale Féline (Category IV – Siamese & Oriental) | Rassestandard Siamkatzen am Beispiel der Fédération Internationale Féline (Category IV – Siamese & Oriental) | Rassestandard Siamkatzen am Beispiel der Fédération Internationale Féline (Category IV – Siamese & Oriental) |
| Körperteil                                                                                                   | Merkmal | Beschreibung |
| --- | --- | --- |
| Allgemein | Erscheinung                                                                                                  | Die ideale Siamkatze ist schlank, elegant, mit langen auslaufenden Streifen, geschmeidig und muskulös |
| Allgemein | Größe | Mittel |
| Kopf | Form | Mittlere Größe, in Proportion zum Körper, gut ausgewogen; keilförmig mit geraden Linien. Der Keil fängt an der Nase an und verbreitert sich allmählich auf beiden Seiten in geraden Linien bis zu den Ohren. Es sollte keine Unterbrechung bei dem Ansatz der Schnurrhaare in diesen beiden Linien geben. Der Schädel ist im Profil gesehen leicht konvex. |
| Kopf | Nase | Lang und gerade, die Linie von der Stirn ohne jede Unterbrechung verlängernd |
| Kopf | Kinn | Schmal |
| Kopf | Schnauze | Von mittlerer Größe. Die Spitze des Kinns bildet eine vertikale Linie mit der Nasenspitze |
| Ohren | Form | Groß und zugespitzt, breit an der Basis |
| Ohren | Lage | Verlängern die Linien des Keils |
| Augen | Form | Von mittlerer Größe, weder hervorstehend noch tiefliegend. Mandelförmig und zur Nase hin leicht schräg gestellt, um in Harmonie mit den Linien des Keiles zu stehen. |
| Augen | Farbe | Klar und hell, intensiv blau leuchtend |
| Hals | Form | lang und schmal |
| Körper | Körperbau | lang und schlank, sehr muskulös, aber trotzdem zierlich und elegant. Die Schultern stehen nicht weiter hervor als die Hüften. |
| Beine | | lang und dünn, in Proportion zum Körper |
| Beine | Pfoten | klein und oval |
| Schwanz | Form | Sehr lang; dünn, auch an der Spitze; in eine dünne Spitze auslaufend |
| Fell | Struktur | sehr kurz, dünn, glänzend, seidenweich und eng am Körper anliegend. Nahezu keine Unterwolle. |
| Fell | Farbe | • Points: Gesichtsmaske, Points an den Ohren, Beinen und am Schwanz. Die Farbe an allen Points sollte so gleichmäßig wie möglich sein. Die Gesichtsmaske darf sich nicht über den gesamten Kopf erstrecken, sollte sich aber über Farbspuren bis an die Ohren ziehen. • Körperfarbe: gleichmäßig, geringfügige Schattierung an den Flanken ist erlaubt, aber es muss einen klaren Unterschied zwischen den Points und der Körperfarbe für die Farbschläge der nachfolgenden Tabellen geben. |
| Körperfarbe                                                                                                  | Fell | • geringfügige Schattierung des Körpers, die mit der Farbe der Points harmoniert ist erlaubt. • eine dunklere Körperfarbe ist bei älteren Katzen erlaubt |
| Fehler | Fell | • Flecken am Bauch und an der Flanke• leicht gefärbte oder getickte Haare (Geschecktheit) in den Points • Bänder und Streifen in den Points mit Ausnahme von Tabby Points |
| Fehler, die eine Anerkennung ausschließen                                                                    | Fell | Ungenügender Kontrast zwischen den Points und der Körperfarbe |
| Disqualifizierung                                                                                            | Augen | jede andere Augenfarbe als blau |

### Fehler
Verlangten die ersten Rassestandards von Siamkatzen noch Schielen und einen Knickschwanz, typische Merkmale der ersten, in der westlichen Welt anzutreffenden Tiere, so gilt dies schon seit längerer Zeit als schwerer Fehler. Tiere mit diesen offensichtlichen Fehlern werden nicht mehr als Zuchttiere eingesetzt. Die Tendenz zum Schielen hat die Siam mit allen Pointkatzen gemeinsam, da dieser Fehler in ursächlichem Zusammenhang mit dem Teilalbinismus steht. Unerwünscht ist auch ein Stopp bei der Nase, also eine Einbuchtung des Nasenrückens zwischen Stirn und Nasenspitze.
Weitere Rassefehler sind vor allem bei Fehlfärbungen des Fells und der Points zu finden. So sind Streifen, Bänderungen oder Flecken an Bauch und Flanke unerwünscht, ebenso das Auftreten von Tabby-Zeichnung bei Red- und Cream-Point Siamkatzen. Dies kommt öfters in Form einer ringförmigen Zeichnung am Schwanz sowie als Streifen an Gesichtsmaske und Beinen vor. Zu langes Haar, zu viel Unterwolle oder eine zu grobe Textur des Fells sind ebenfalls unerwünscht. Wenig oder unklar abgegrenzte Points vom Körperfell und zu dunkles Körperfell, vor allem bei helleren Farbschlägen, führen ebenfalls zu Punktabzug beim Richten einer Siamkatze auf einer Rassekatzenausstellung.

### Züchtung

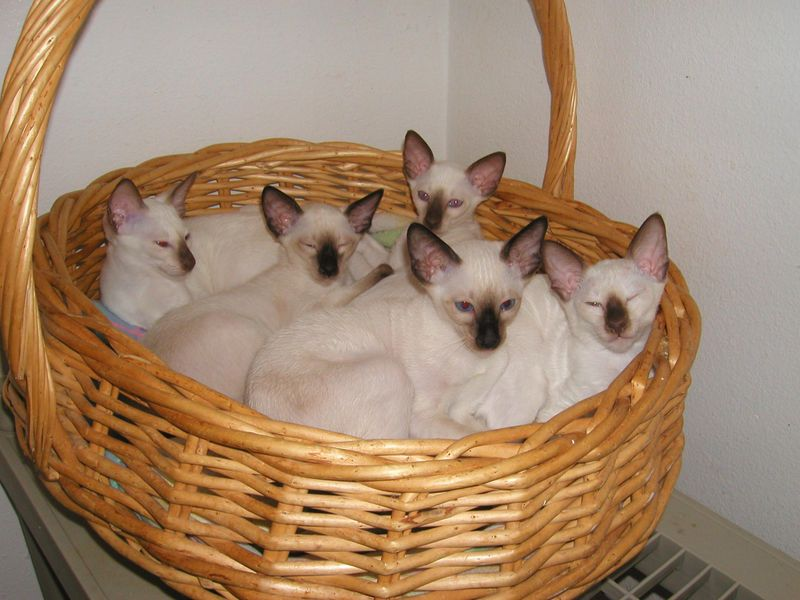
Siamkätzchen eines Wurfes, moderner Typ

Die Zucht der Siamkatze wird maßgeblich durch den jeweiligen Rassekatzenzuchtverein und dessen Dachverband beeinflusst. So dürfen beispielsweise in Vereinen, die der CFA angeschlossen sind, nur Siamkatzen der Grundfarben miteinander verpaart werden. Die Kreuzung mit anderen Farbschlägen oder Fremdrassen ist nicht erlaubt. Im Allgemeinen wird aber bei der Zucht der Siamkatzen zumindest Orientalisch Kurzhaar als Kreuzungspartner anerkannt und auch in der Praxis eingesetzt. Siamkatzen sind im Gegenzug bei der Entstehung zahlreicher anderer Rassekatzen als Zuchtpartner beteiligt gewesen. Meist sollte durch dieses „outcrossing“ die Schlankform und die Pointfärbung in die Rasse eingebracht werden. So finden sich genetische Eigenschaften der Siamkatzen beispielsweise bei der Javanese-Katze, Colourpoint, Birma-Katze, Burma-Katze, Havana-Katze, Ocicat und den Tonkanesen.
Siamkatzen sind mit vier bis spätestens sechs Monaten relativ früh geschlechtsreif. Eine Kätzin wird circa alle 14 Tage über das gesamte Jahr hinweg „rollig“ (Östrus, ist also paarungsbereit). Da Siamkatzen zu 100 % Blutgruppe A aufweisen, besteht bei der Verpaarung von Siamkatzen im Rahmen der Zucht keine Gefahr der Felinen Neonatalen Isoerytholyse durch die Mischung der Blutgruppen A, B und AB. Der Paarung folgt eine Tragezeit von 63 bis 69 Tagen. Die Wurfstärke liegt wie bereits erwähnt bei vier bis sechs, manchmal auch mehr Welpen. Die jungen Kätzchen entwickeln sich in der Regel schneller als Welpen anderer Rassen. Nach wenigen Tagen beginnen sich aufgrund der niedrigeren Temperaturen (während der Tragezeit betrug die Temperatur im Mutterleib konstant 39 °C) die Points auszufärben. Nach einer gewissen Zeit kann der Zuchtstammbaum (englisch: pedigree) beim Zuchtverein beantragt werden. Dort ist auch der offizielle Farbschlag des Tieres vermerkt.
Offiziell züchten können nur Mitglieder eines anerkannten Rassekatzenzuchtvereins, der wiederum einem der größeren Dachverbände angeschlossen sein kann. Dort meldet man seinen Zwingernamen (Zuchtname, englisch: prefix oder cattery name) an. Dies ist ein einmalig vergebener und registrierter Zuchtname, beispielsweise de la Chat. Sowohl Zwingername wie auch die daraus abgeleiteten Namen der einzelnen Katzen, die aus der Zucht in diesem Zwinger hervorgehen, sucht der Züchter alleinverantwortlich aus. Der eigene Verein stellt dem Siamkatzenzüchter die Zuchtstammbäume für die Tiere seines Zwingers aus. Damit ist auch die Ausstellung und Prämierung der Katzen in nationalen und internationalen Rassekatzenausstellungen möglich.

### Der alte Siamkatzentyp: Die Thaikatze

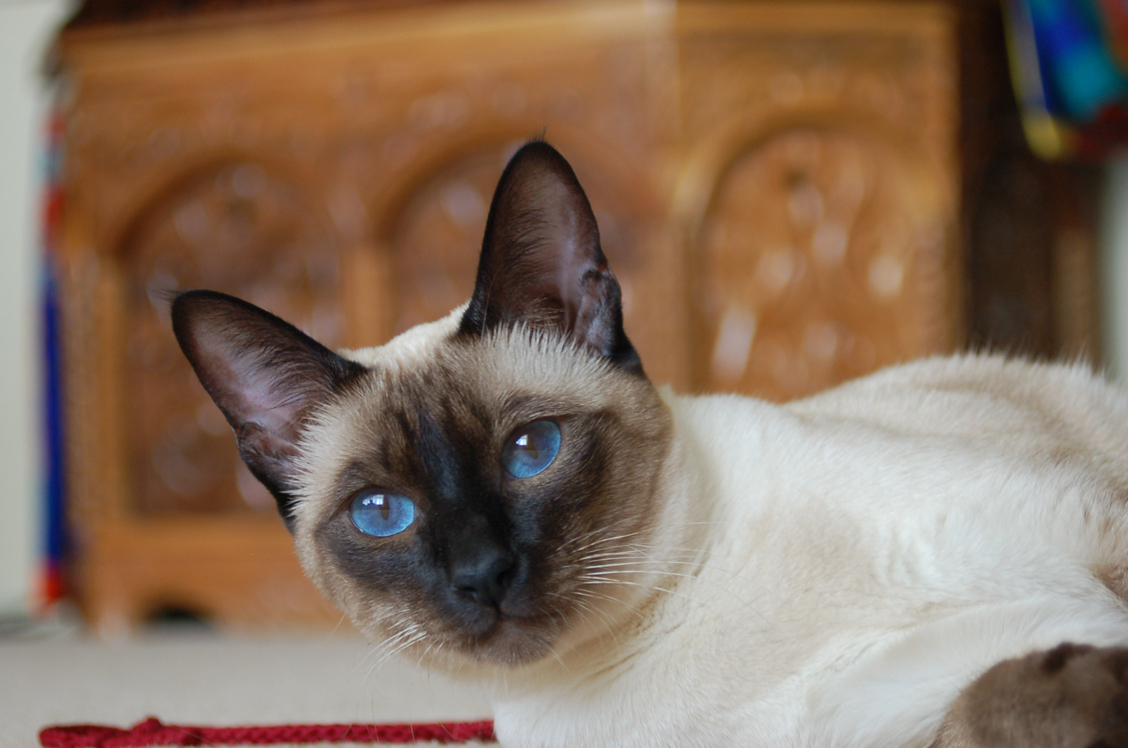
Siamkatze Seal Point, Traditioneller Typ/Thaikatze

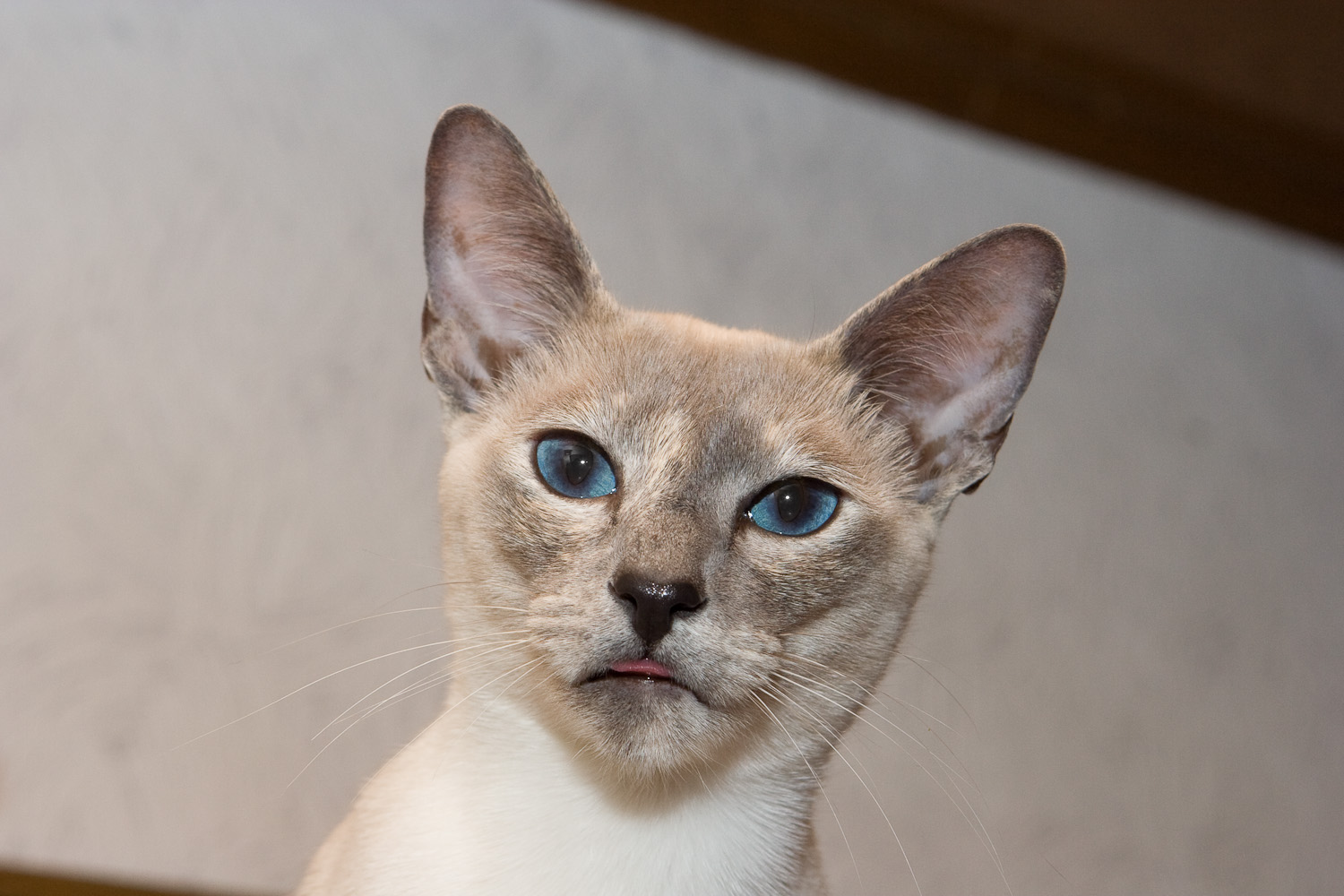
Thaikatze Blue Tortie Point

Wie bereits erwähnt, erkennen einige Dachverbände und die in ihnen organisierten Rassekatzenzuchtverbände die Thaikatze als eigene Rassekatze an. Thaikatzen, oft auch als „Traditionelle Siamkatzen“ bezeichnet, repräsentieren einen älteren Phänotyp der Siamkatze, der bis circa Anfang der 1990er Jahre in der Regel in der Siamkatzenzucht anzutreffen war. Seit dieser Zeit entwickelte sich die Zucht der Siamkatzen mehrheitlich in Richtung des heutigen sogenannten modernen Typs, während einige Züchter nach wie vor den bisherigen alten Typ in ihrer Zucht weiterzüchteten. Dies führte dazu, dass heute generell zwei verschiedene Typen der Siamkatze zu unterscheiden sind: der traditionelle Typ (je nach Verein oder Verband als Siamkatze oder Thaikatze anerkannt) sowie der moderne Typ (nur Siamkatze). In der Zucht gibt es aber immer wieder Katzen, die phänotypisch zwischen den beiden vorgenannten Typen stehen.
Eine rein gezüchtete Thaikatze weist also im Genotyp die gleichen genetischen Eigenschaften wie eine Siamkatze des modernen Typs auf. Markante Unterschiede im Aussehen sind vor allem im Kopfbereich zu finden. Bei den Thaikatzen sind die Ohren wesentlich höher angesetzt, während bei den modernen Siamkatzen auf große, deutlich vertikal angesetzte Ohren gezüchtet wird. Auch ist die ganze Kopfform, je nach individueller Ausprägung des einzelnen Tieres, bei den Thaikatzen deutlich runder und weniger stark keilförmig bis dreieckig ausgebildet. In den USA werden Siamkatzen des alten Typs deshalb auch „Appleheads“ („Apfelköpfe“) genannt. Insgesamt ist der Körperbau der Thaikatze rundlicher, während der Extremtyp der modernen Siamkatze einen sehr schlanken und fast röhrenförmigen Körper aufweist.

## Farben
Siamkatzen kann es in über 100 verschiedenen Farb- und Musterungsvarianten geben. Ausgehend von vier klassischen Grundfarben, die im Genom der Siamkatzen bereits natürlich vorkamen und auf Mutation zurückzuführen sind, sind durch Kreuzung und Hybridisierung weitere Farbschläge entstanden. Dazu kommen noch jeweilige Kombinationen mit „Tortie“ (englische Bezeichnung für Schildpatt, genetische Farbe Rot) sowie der Tabby-Musterung.

### Genetischer Hintergrund

Kreuzungstabelle der vier Grundfarben

Die Farbschläge der Siamkatze sind entscheidend durch eine bei dieser Rasse anzutreffenden Mutation geprägt. Diese ist als Okulokutaner Albinismus Typ 1
bekannt und führt zu Teilalbinismus. Dabei ist das Enzym Tyrosinase, welches für die Bildung des dunklen Pigmentfarbstoffes Melanin verantwortlich ist, bei höheren Temperaturen nicht funktionsfähig. Genetisch beruht dieser Effekt auf dem sogenannten Colouration-Gen. Dessen Allel ca führt zu weißem Fell mit blauen Augen, das Allel cs bewirkt die typische Pointfärbung der Siamkatze. Der Genotyp einer Siam Seal-Point Katze lautet aaB-cscsD-, das Allel cs wird dabei oft als „Siam-Gen“ bezeichnet.
Dadurch ist, neben der bereits erwähnten ausschließlich blauen Augenfarbe, die Fellfarbe neugeborener Siamkätzchen prinzipiell weiß. Erst nach einigen Tagen bilden sich die Points, dunkler gefärbte Stellen, in der Körperperipherie aus. Dies ist eine Form des Akromelanismus. Eine vollständige Ausfärbung kann bis zu 6 Monate dauern. Der Rest des Körpers bleibt weiß bis cremeweiß, je nach Pointfarbe. Seal-Point-Siamesen haben das am dunkelsten gefärbte Fell, Creme-Point-Siamesen ein fast reinweißes. Dabei kann allerdings jedes Individuum unterschiedlich stark in der Farbgebung auf die Umgebungstemperatur reagieren.
Eine Besonderheit sind durchgehend weiß gefärbte Siamkatzen, die „Foreign White“ genannt werden. Die weiße Fellfarbe der Foreign White sowie ihre blaue Augenfarbe gehen hier auf den oben beschriebenen Teilalbinismus und das zusätzliche Gen für „epistatisches Weiß“ zurück. Allerdings fehlt ihr die Pointfärbung, so dass diese Tiere ein reinweißes Fell behalten. Weißes Fell und blaue Augen bei anderen Katzenrassen sind auf eine andere genetische Kombination zurückzuführen (Fellfärbung W-Gen determiniert), die bei diesen Tieren oft mit Taubheit gekoppelt ist. Dies ist bei der Foreign White aufgrund der andersartigen genetischen Konstitution nicht unbedingt der Fall, ist aber generell bei der Zucht zu berücksichtigen. Dazu sind nach dem Tierschutzgesetz (Tierschutzgesetz § 11b sowie Gutachten zur Auslegung von § 11b des Tierschutzgesetzes [Verbot von Qualzüchtungen]) auch entsprechende Maßnahmen und Untersuchungen vorgeschrieben, die auch teilweise für die Foreign White gelten.

### Klassische Grundfarben
Die Ausprägung der vier klassischen Grundfarben der Siamesen wird wie folgt beschrieben:
Seal-Point (Farbcode 24)
- Körperfarbe: creme zu warmem hellbraunem Ton verdunkelnd
- Abzeichen: tiefes Schwarzbraun (= seal)
- Nasenspiegel: tiefes Schwarzbraun (= seal)
- Farbe der Pfotenballen: schwarzbraun

Blue-Point (24a)
- Körperfarbe: eisfarbenes Weiß, auf dem Rücken kaltes Dunkelblau erlaubt
- Abzeichen: blaugrau
- Nasenspiegel: schieferfarben
- Farbe der Pfotenballen: schieferfarben

Chocolate-Point (24b)
- Körperfarbe: elfenbein
- Abzeichen: milchschokoladenfarben
- Nasenspiegel: schokoladenfarben
- Farbe der Pfotenballen: zimtfarben bis milchschokoladenfarben

Lilac-Point (24c)
- Körperfarbe: gebrochenes weiß, eventuell mit blasslila Schattierung
- Abzeichen: hellgrau mit rosa Schimmer
- Nasenspiegel: blasslila
- Farbe der Pfotenballen: blasslila

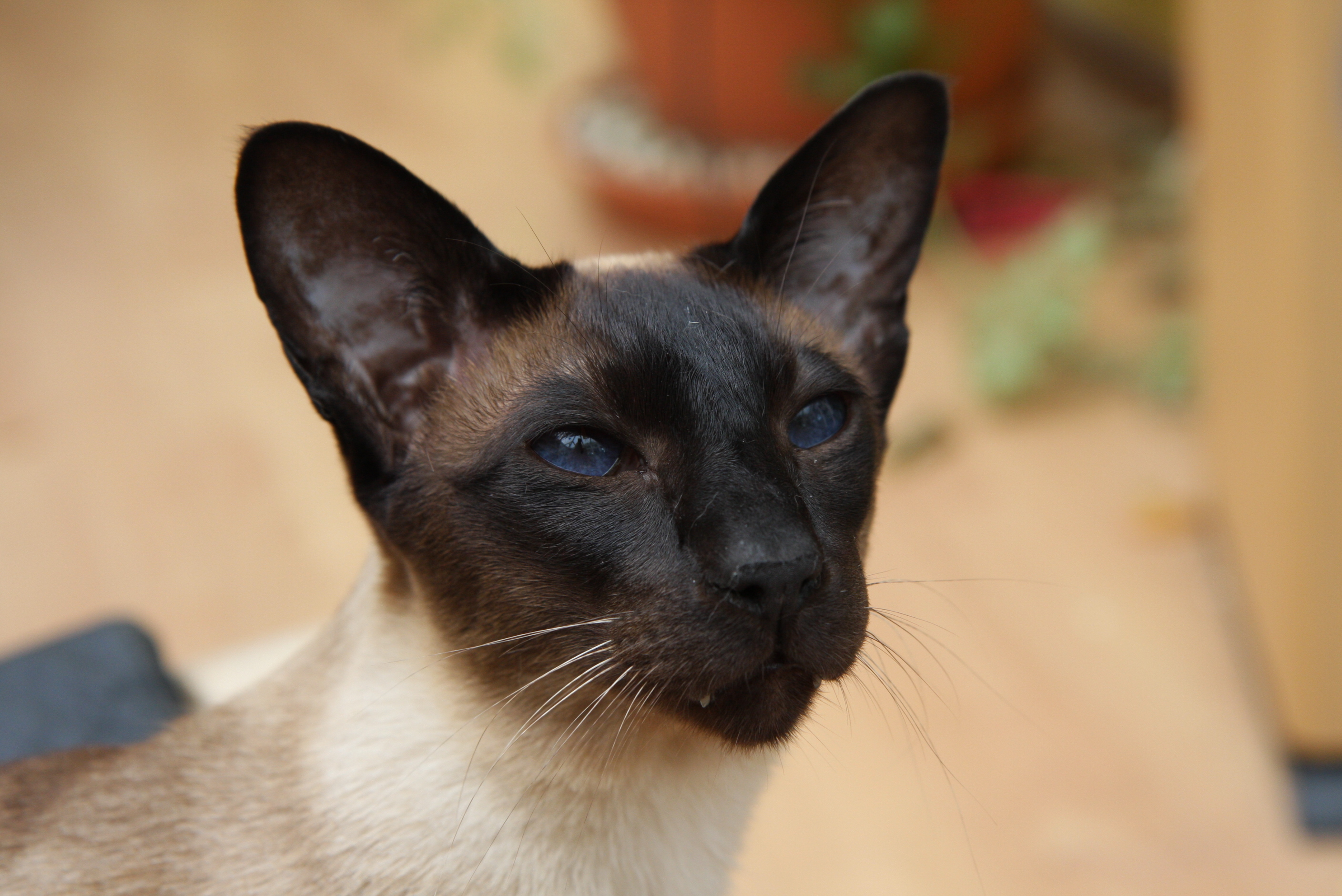
Siamkater Seal Point, moderner Typ
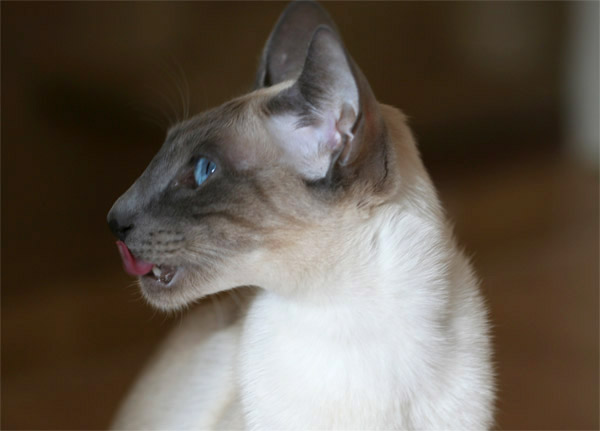
Siamkatze Blue Point, traditioneller Typ/Thai
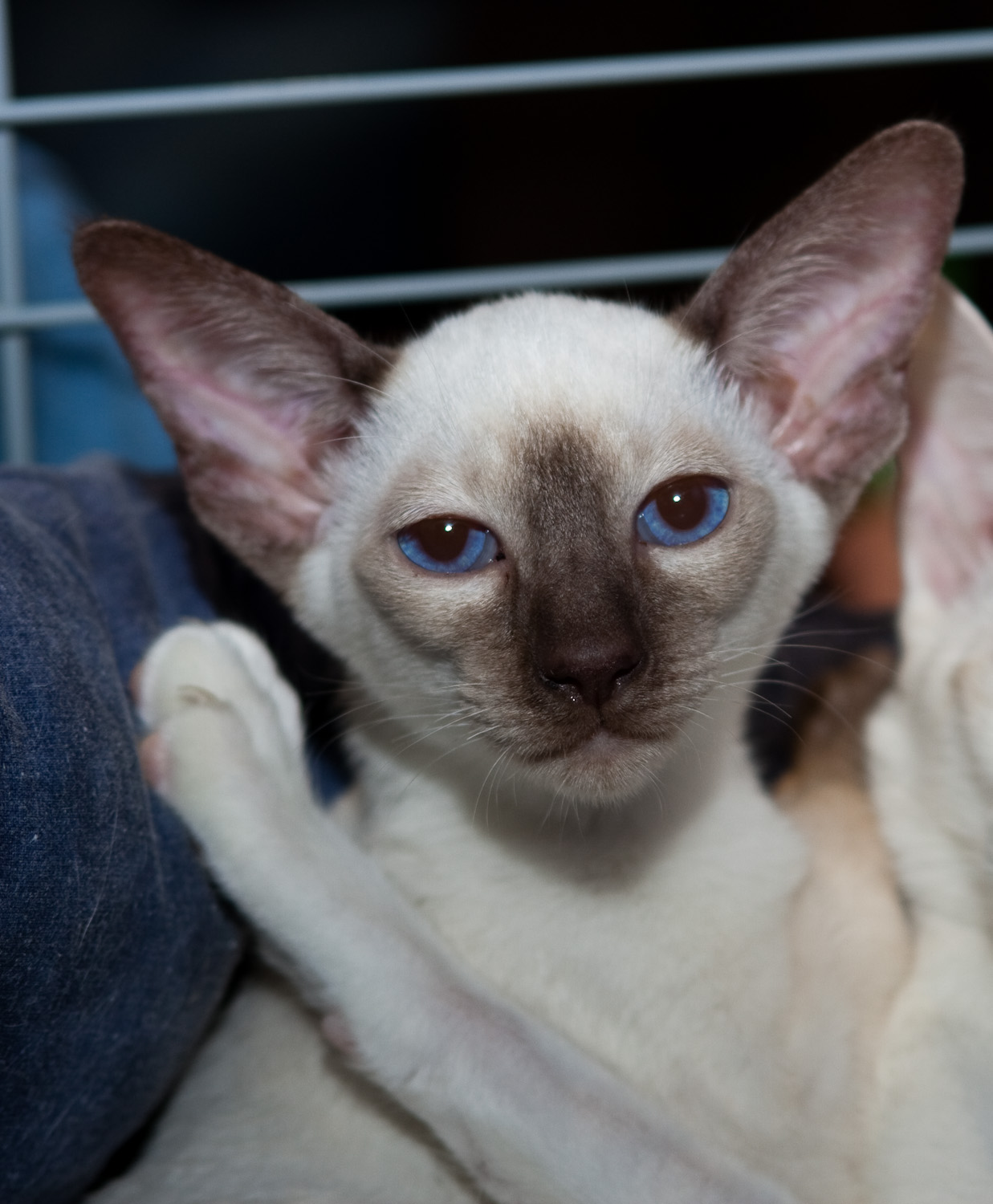
Siamkatze Chocolate Point, moderner Typ
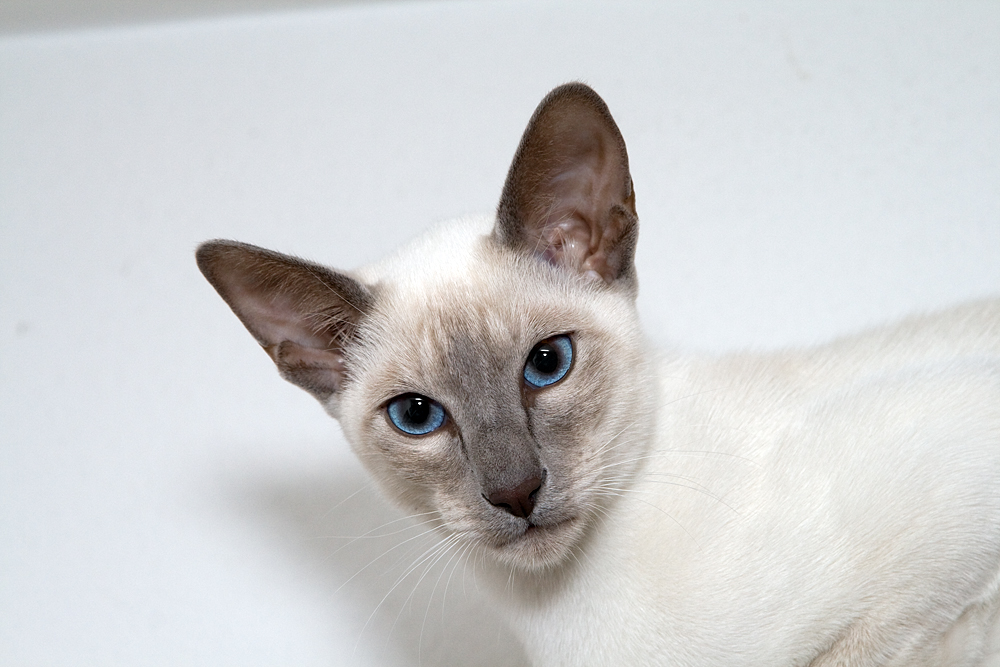
Siamkater Lilac Point, gemäßigt moderner Typ

### Weitere Farbschläge

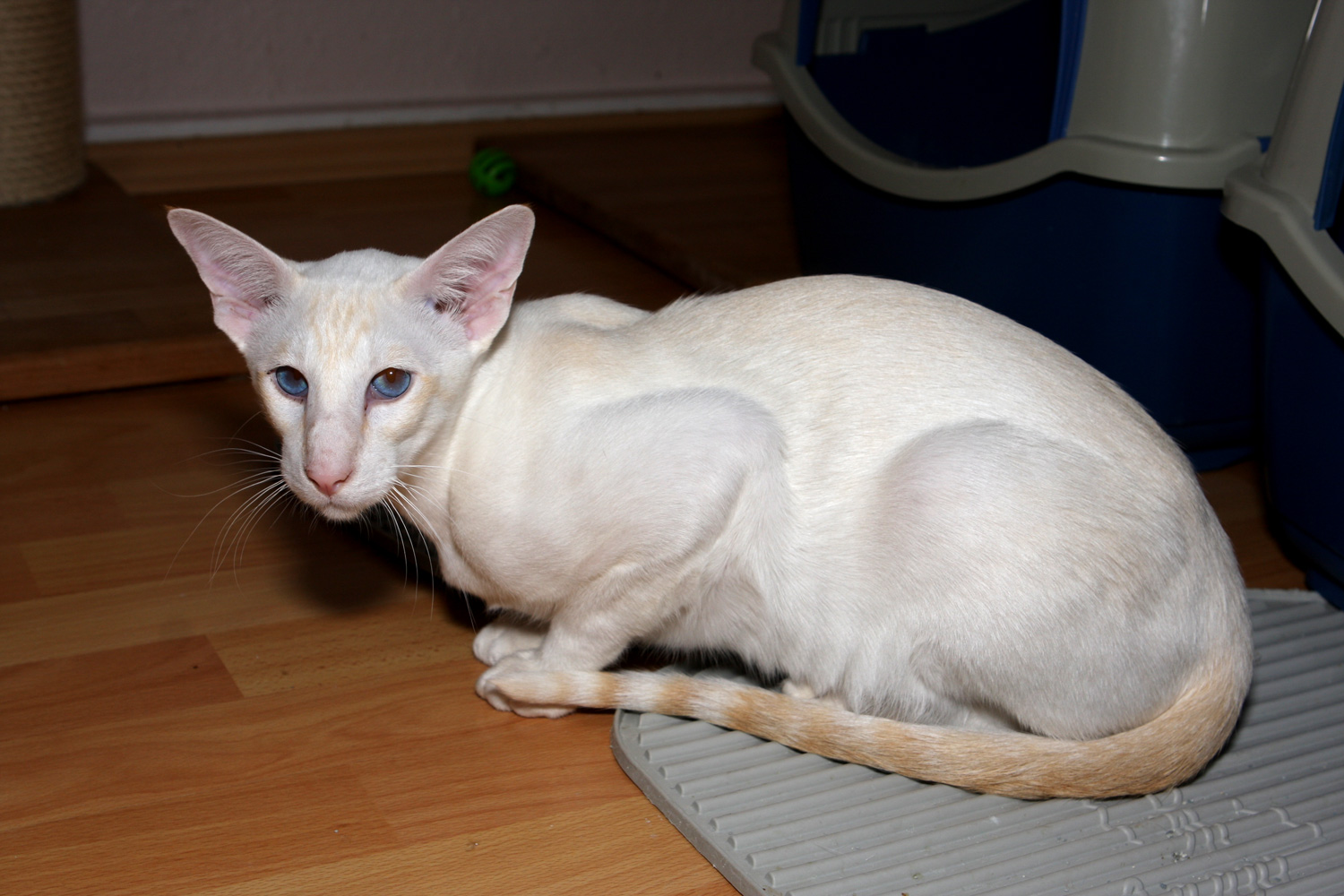
Siamkater Red Tabby Point

Zu den vier Grundfarben kommen noch die roten Farbschläge Red Point und dessen Verdünnung Cream Point. Weitere, erst seit kurzem in der Siamkatzenzucht entstandene Farbschläge sind Cinnamon Point (über die Einkreuzung von Abessinierkatzen in den 1960er Jahren) und Fawn Point.
Caramel Point und Apricot Point sind neuere Farbschläge, die durch das Gen für modifizierte Verdünnung (Dilute Modifier, Dm) entstanden sind. Aus Cream Point und dem Dilute Modifier entsteht so die Apricotfärbung der Points. Aus Blue, Fawn und Lilac Point und dem Dilute Modifier entsteht der Farbschlag Caramel, jeweils nochmals unterteilt in blue-based, fawn-based oder lilac-based caramel.

### Tortie

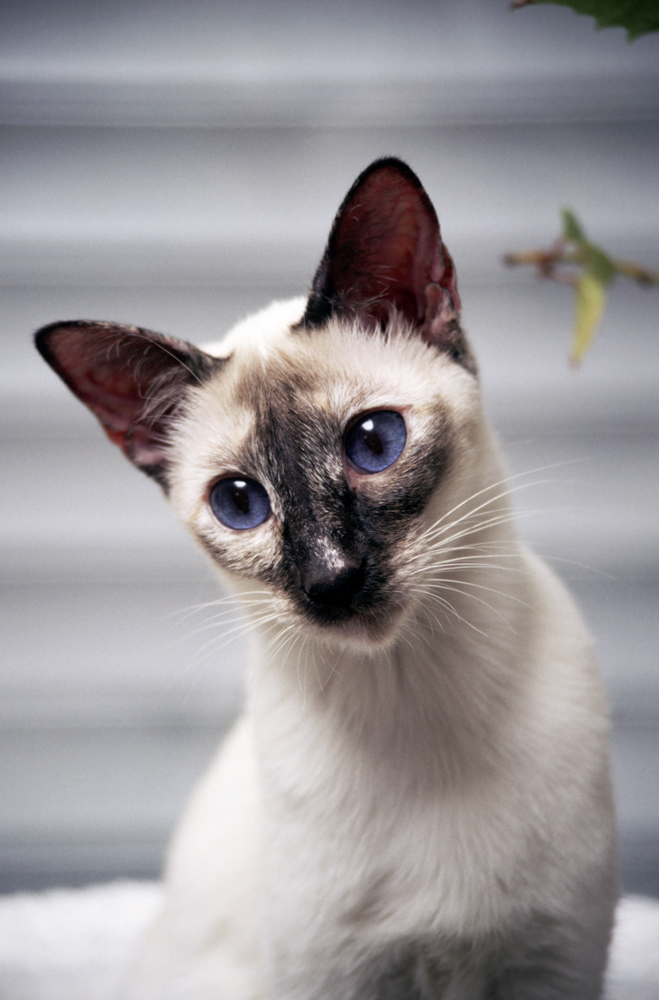
Siamkatze Seal Tortie Point

Jeder Farbschlag außer Red und Cream (nicht-genetisches Rot) kann in Kombination mit der zweiten Farbe Rot in Form von Schildpatt (gängige englische Bezeichnung: Tortie) vorkommen. Eine Farbkombination mit Tortie als zusätzlicher Farbe gibt es aufgrund der geschlechtsgebundenen Vererbung dieser Eigenschaft über das Orange-Gen nur bei weiblichen Tieren. Eine Tortiefärbung der Pointfarbe zeichnet sich durch klar erkennbare rotorangefarbene Farbanteile in der Pointfärbung aus. Die Katze wird dann beispielsweise als Siam Seal-Tortie Point bezeichnet. Eine Kombination der Tortiefärbung mit weiteren modifizierenden Faktoren wie Tabby, Silver usw. ist möglich. Treten die Merkmale Tortie und Tabby gemeinsam auf, werden diese bei der Farbbezeichnung auch als Torbie abgekürzt.

## Modifikationen der einzelnen Farbschläge
Zusätzlich zu den unterschiedlichen Farbschlägen gibt es noch andere Faktoren, welche die Farbgebung und -ausprägung beeinflussen.

### Tabbymuster
Die prinzipiell einheitliche Pointausfärbung kann durch ein eingekreuztes Tabbymuster abgewandelt werden. Bei einer Siam Seal-Tabby Point Katze (32SP) ist die Pointfärbung mit helleren Streifen der normalen Fellfarbe durchsetzt. Das Tabbymuster kann bei allen Farbschlägen und in Kombination mit allen anderen modifizierenden Faktoren auftreten.

### Silberfärbung

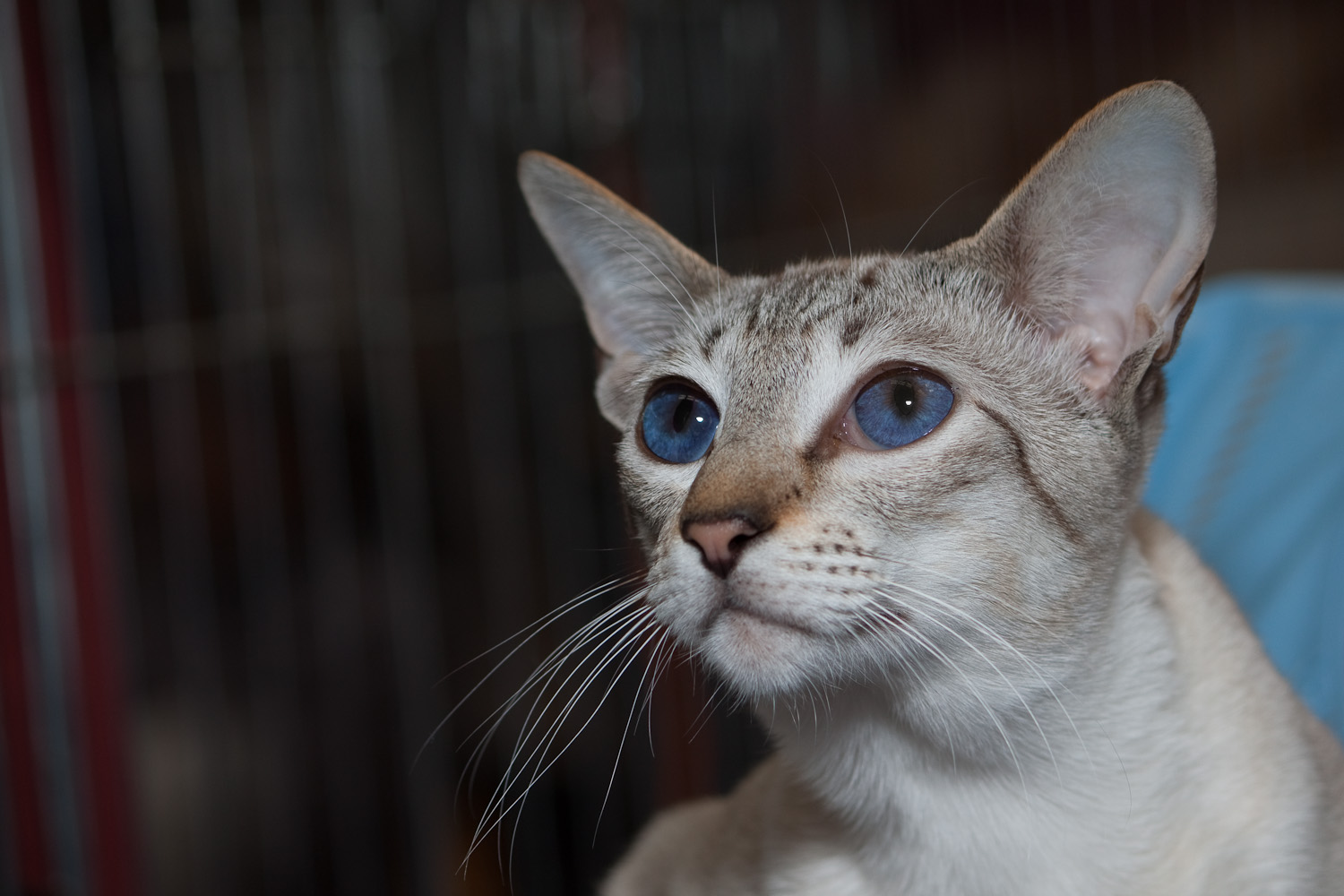
Siamkater Seal Tabby Silver

Bei Siamkatzen mit der Modifikation „Silver“ unterdrückt ein Melanin-Inhibitorgen (im Genotyp als I oder i bezeichnet, Polygen) die vollständige Ausfärbung des einzelnen Haares durch Unterdrückung der Pigmentbildung. Je nach Ausprägungsintensität dieses Faktors werden nur die oberen Haarbereiche, im Extremfall nur die Haarspitze, ausgefärbt. Dies führt zu einer Silberfärbung, die ebenfalls mit allen anderen modifizierenden Faktoren kombinierbar ist. Eine Seal-Pointkatze mit entsprechender Silver-Modifikation wird als Siam Seal-Silver Point (24Sv) bezeichnet.

### Weiß (Bicolor, Tricolor)

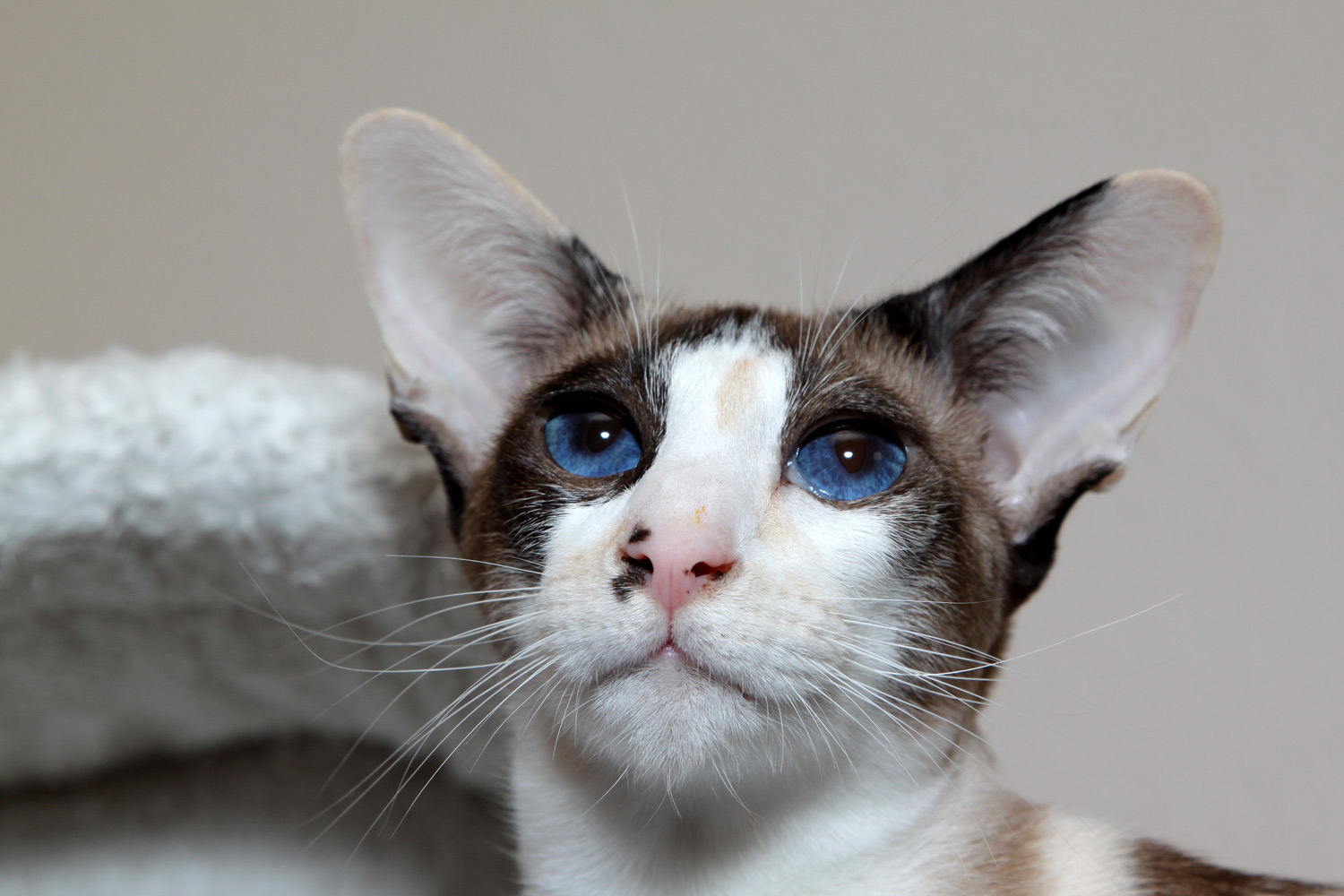
Siamkatze Seal Tortie Point/weiß (Tricolor)

Die Pointfärbung der Siamkatze kann durch Scheckung fast ganz oder teilweise mit Weiß überdeckt werden. Man unterscheidet hier Bicolor- und Tricolor-Siamkatzen. Bei ersteren ist die Pointfarbe, sowie weitere eventuell vorhandene Farbmodifikationen, mit weißer Scheckung kombiniert und wird dann beispielsweise als Siam Seal Point weiß (24w) bezeichnet. Bei den Tricolor Siamkatzen besteht die Kombination aus der Pointfarbe, aus Tortie und aus der weißen Scheckung. Unter Beibehaltung des eben genannten Beispiels bei Bicolor würde es sich nun um eine Siam Seal-Tortie Point weiß (32bSPw) handeln. Es handelt sich hierbei aber nicht um das auch als Weißscheckung bezeichnete Piebald-White-Spotting, wie es bei anderen Katzenrassen vorkommt.
Im Extremfall bleiben so von der Pointfärbung am Körper nur geringste Färbungsspuren im Fell zurück. Eine vollständige Weißfärbung aller nach wie vor vorhandenen Points am Körper und somit eine vollständig weiße Siamkatze wird als Foreign White bezeichnet.
Durch die Vielfalt an Farbschlägen, Farbkombinationen (Tortie), Farbmodifikationen (Tabby, Silver) sowie einer möglichen Scheckung gibt es weit über 100 verschiedene Kombinationen und einzelne unterschiedlich aussehende Phänotypen bei den Siamkatzen. So vereint beispielsweise eine Siam Seal-Silver-Tortie-Tabby Point weiß (Schlüsselcode 32STPSvw) alle möglichen farbbeeinflussenden Parameter in einem Phänotyp.

## Anerkennung einzelner Farbschläge und alternative Rassebezeichnungen
Die Anerkennung einzelner Farbschläge und aller möglichen genetischen Phänotypvarianten liegt bei den einzelnen Dachverbänden oder bei Vereinen. Die klassischen vier Grundfarben werden weltweit anerkannt. Bei dem größten amerikanischen Dachverband, der CFA, werden alle weiteren Farbschläge als eigene Rasse namens Colorpoint Shorthair geführt. Der größte europäische Dachverband, die FIFé, erkennt zwar weitaus mehr Farbschläge an, führt aber beispielsweise die Bicolor- und Tricolor-Siamkatzen als eigene Rasse namens Seychellois. Dachverbände wie die britische GCCF, die deutsche WCF oder die amerikanische TICA sind bei der Anerkennung einzelner Phänotypvarianten liberaler und erkennen sogar die Thaikatze als eigenständige Rassekatze an. Viele deutsche Katzenzuchtverbände orientieren sich bei der Anerkennung an den Standards der WCF und der TICA.

## Verwandte Rassekatzen
Die Siamkatze ist die bekannteste Vertreterin einer Gruppe von Rassekatzen, die ähnliche Merkmale bei Körperbau und Farbgebung wie die Siamkatze aufweisen. Man bezeichnet diese Gruppe mit dem Oberbegriff „Orientalische Katzen“ oder kurz „Orientalen“. Zu dieser Gruppe gehören die Balinesenkatze als halblanghaarige Siamkatze und die Orientalisch Kurzhaar. Beide Rassekatzen entstanden durch Selektion und Weiterzucht sowie Kreuzungen von Siamkatzen mit anderen Rassekatzen. Eine weitere Rassekatze, die zu der Gruppe der orientalischen Katzen gezählt wird, ist die Javanese-Katze, die auch unter den Namen Orientalisch Langhaar oder Mandarin bekannt ist.
Während Siamkatzen und Balinesen zu den Point-Katzen gezählt werden, weisen Orientalisch Kurzhaar und Javanesen grüne Augen und eine über das gesamte Körperfell gehende Pointfärbung auf. Im weiteren Sinne werden auch manchmal Burma-Katzen (Burmesen), Tonkanesen und Peterbald, die Nacktvariante der Siamkatze, zu dieser Gruppe gezählt.

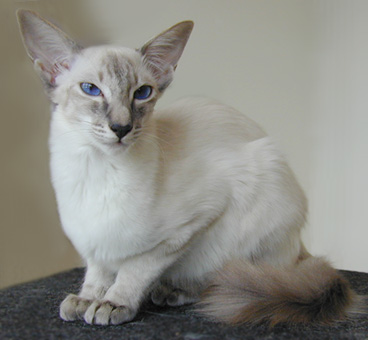
Balinesenkatze Blue Tabby Point
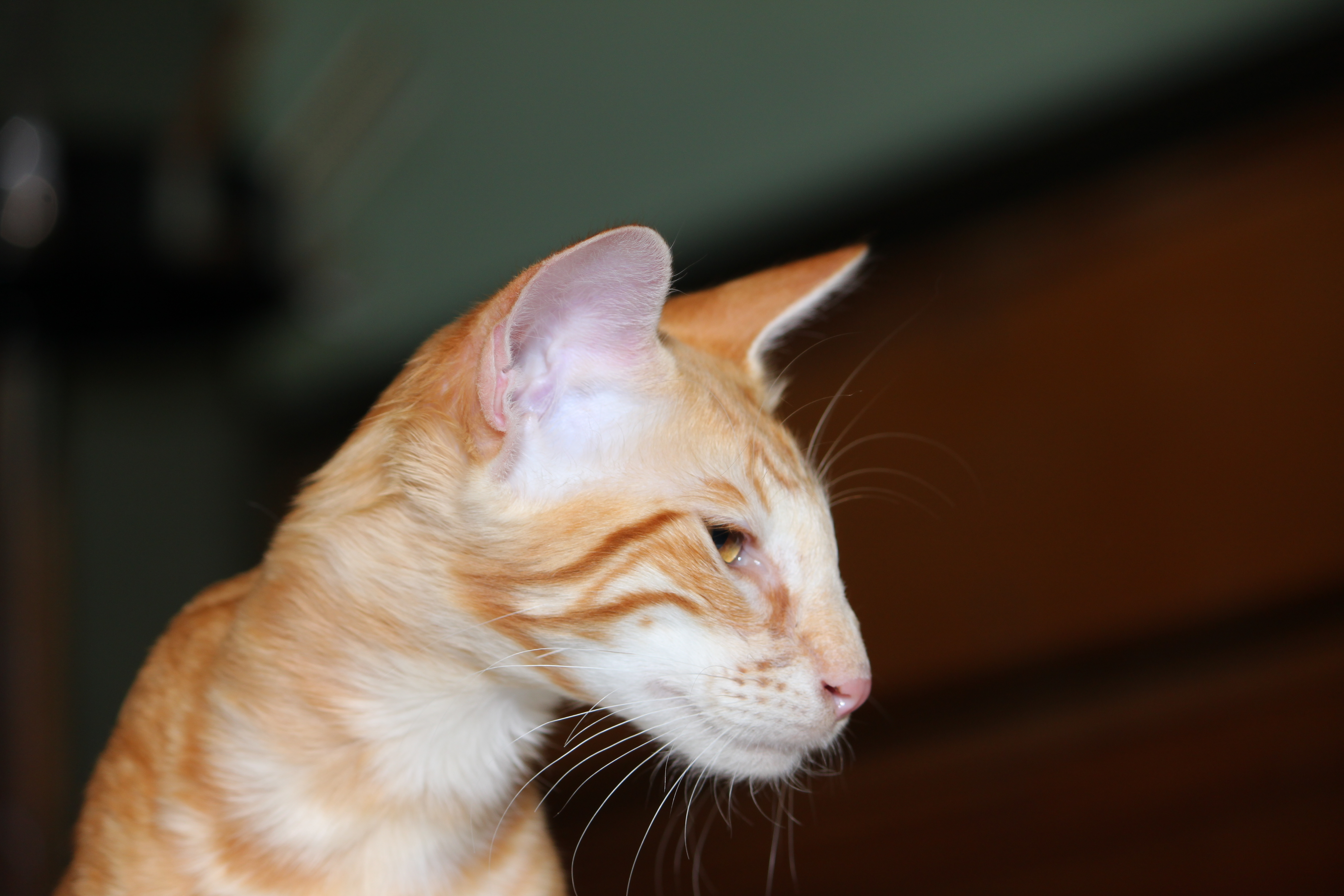
Javanese-Kater Red Classic Tabby
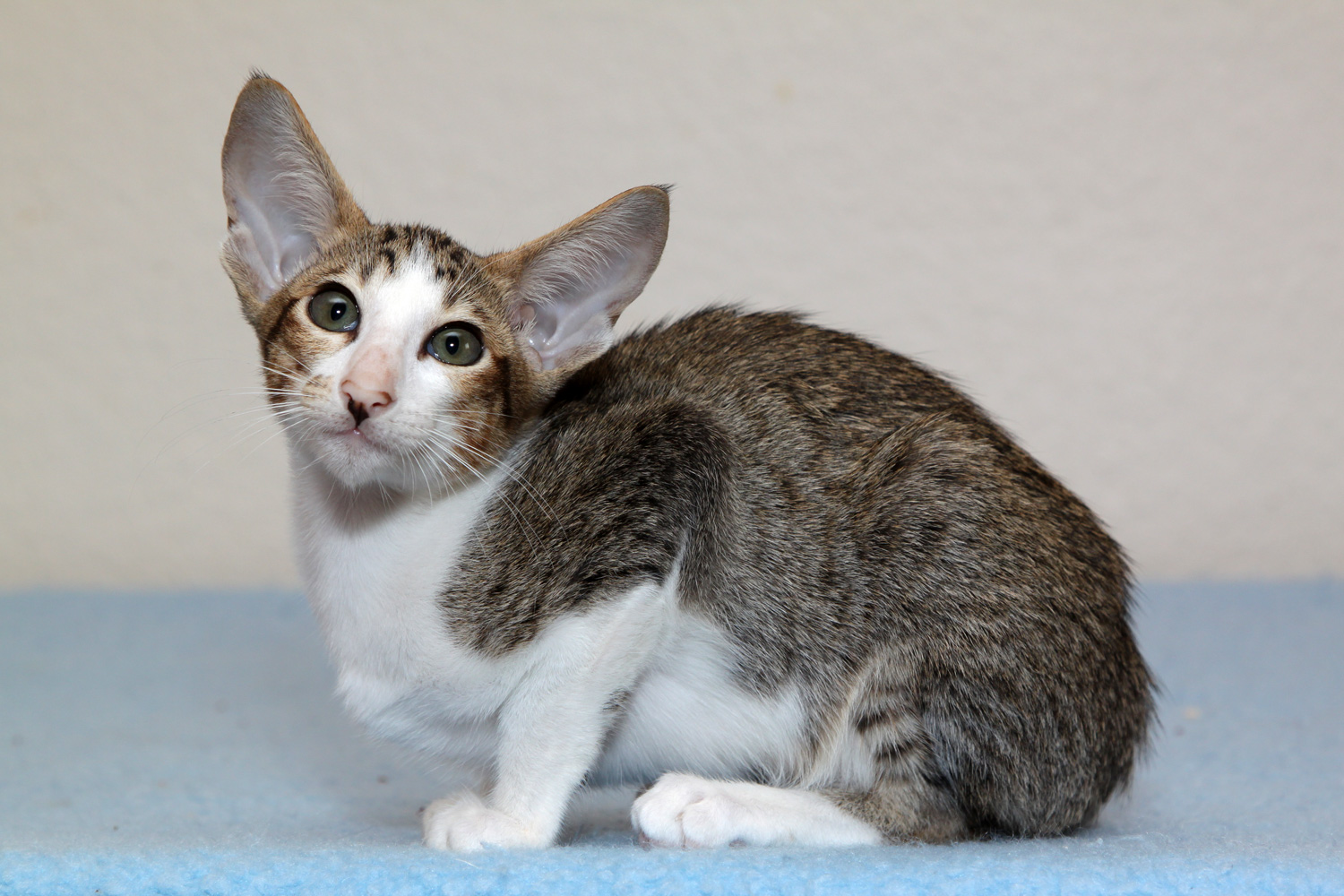
Junge Orientalisch Kurzhaar Katze Black Tabby Spotted/white
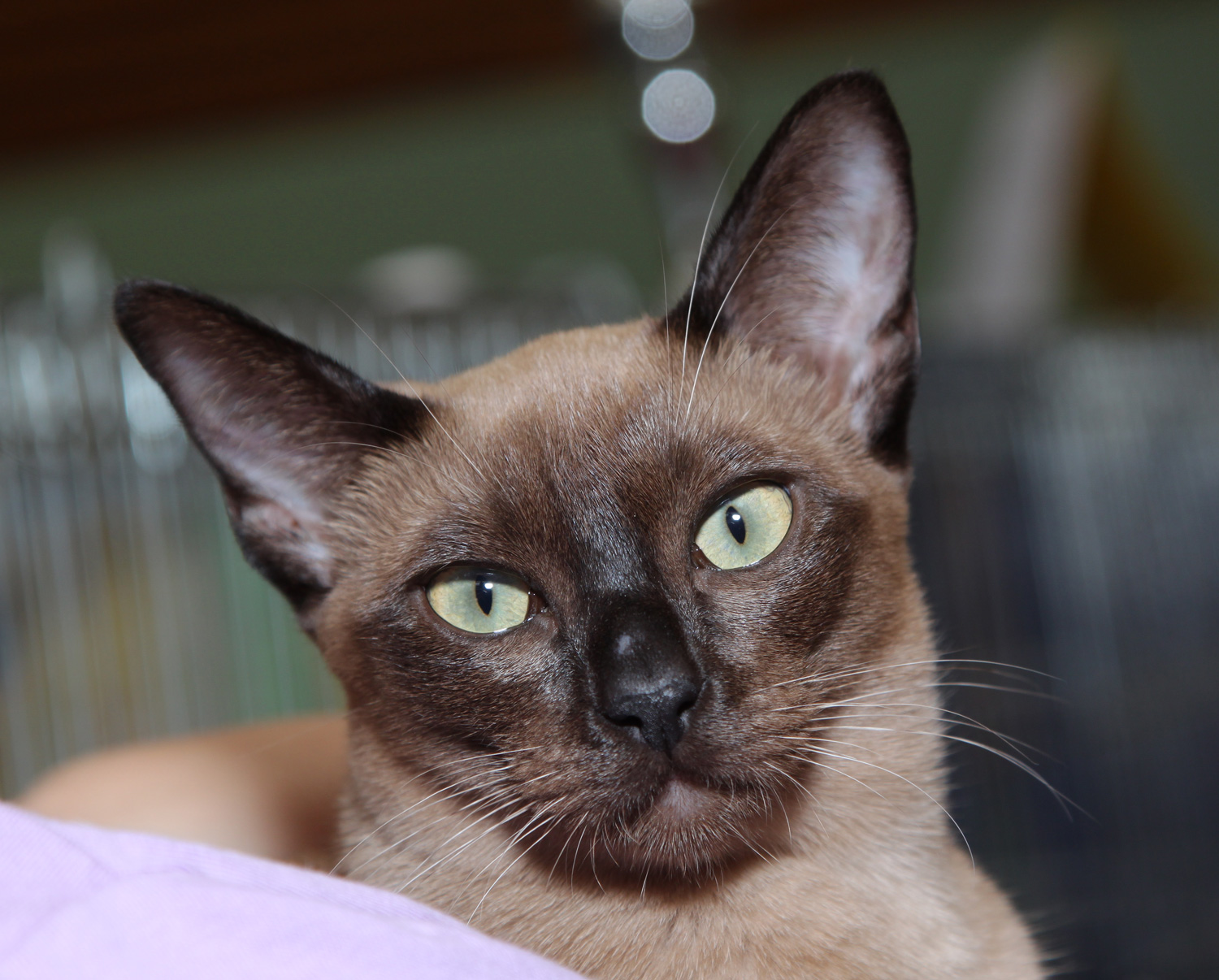
Tonkanesenkatze Natural Mink
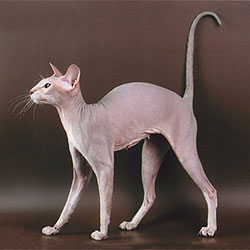
Peterbaldkatze Lilac Tabby

## Krankheiten und Erbfehler
Neben den allgemein verbreiteten Katzenkrankheiten (→ Erkrankungen) gibt es bei den Siamkatzen spezielle Krankheiten und Fehlbildungen, die bei dieser Katzenrasse gehäuft auftreten können.

### Fehlbildungen
Der bereits erwähnte Knickschwanz bei Siamkatzen gehört zu den ursprünglichen Merkmalen der Vorgänger der Siamkatzen. Diese Fehlbildung wird autosomal-rezessiv vererbt. Es kommt zu einem mehr oder weniger leichten Abknicken des ansonsten gerade verlaufenden Schwanzes der Katze. Oft ist eine knochige Verdickung fühlbar. Durch die bereits seit längerem stattfindende Selektion der Zuchttiere ist das Vorkommen eines Knickschwanzes in der Siamkatzenzucht allerdings deutlich zurückgegangen.
Die Bildung eines Wasserkopfs oder Hydrocephalus ist eine erblich bedingte Missbildung, die letal ist. Sie wird bei Siamkatzen häufiger als bei anderen Rassekatzen beobachtet. Werden Siamkätzchen mit dieser Fehlbildung geboren, sterben sie in der Regel unmittelbar nach der Geburt. Der Erbgang dieser Fehlbildung ist ebenfalls autosomal-rezessiv, Teile des Vererbungsmechanismus sind aber noch unbekannt.

### Erbkrankheiten des Augenapparates

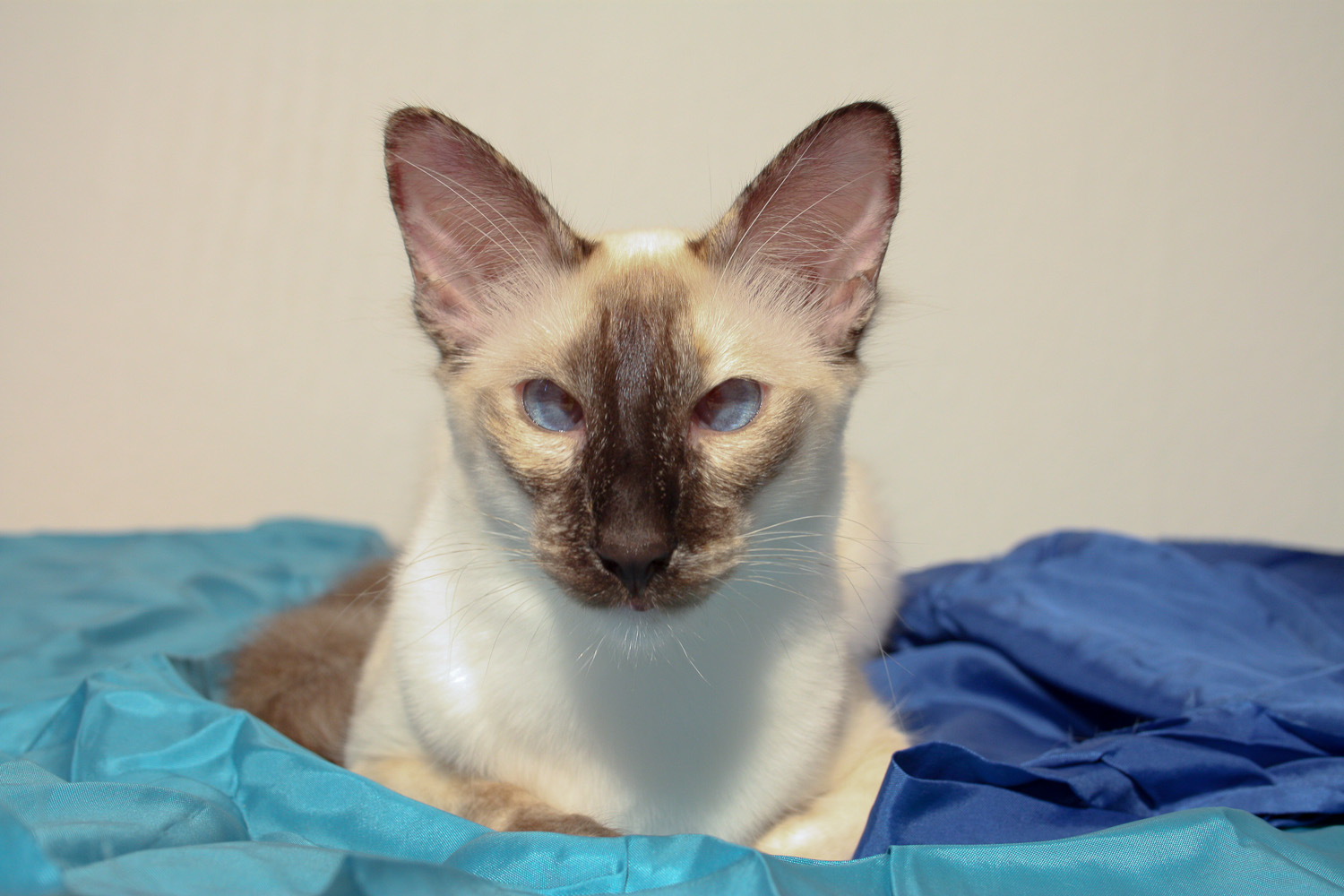
Weibliche Balinesenkatze mit Strabismus

Ebenso wie Abessinierkatzen sind auch Siamkatzen von der progressiven Retinaatrophie („Netzhautschwund“, PRA) betroffen. Dies ist als klinischer Sammelbegriff für degenerative Netzhautanomalien zu verstehen. Man versteht darunter eine genetisch bedingte, rezessiv vererbte Stäbchen-Zapfen-Degeneration. Dabei wird die Netzhaut des Auges (Retina) durch lokale Stoffwechselstörungen im Gewebe der Netzhaut kontinuierlich fortschreitend zerstört. Ein bei PRA häufig auftretendes erstes Symptom ist eine einsetzende Nachtblindheit.
Strabismus (Schielen) und Nystagmus (Augenzittern) kommen bei Siamkatzen, wie bei allen anderen Point-Katzen auch, sehr häufig vor, stellen aber, anders als bei normal gefärbten Katzen, bei ihnen keine eigenständigen Erbkrankheiten mit eigenem Erbgang dar. Das Schielen und Augenzittern der Pointkatzen sind neben der Fellaufhellung und der blauen Augenfarbe weitere unmittelbare Folgen des für den Albinismus ursächlichen Melaninmangels, da Melanin bei der Differenzierung des visuellen Systems von großer Bedeutung ist. Wegen des ursächlichen Zusammenhangs zwischen erwünschter Point-Färbung und unerwünschten Sehfehlern ist der züchterischen Beeinflussbarkeit trotz entsprechender Zuchtwahl Grenzen gesetzt. Obwohl die Siamkatzen Probleme bei der Fixation haben und wahrscheinlich ein beeinträchtigtes binokulares Sehen aufweisen, ist ihre Jagdfähigkeit dadurch nicht wesentlich beeinträchtigt.

### Krankheiten des Kardiovaskulären Systems
Im Herz- und Gefäßsystem der Siamkatze gibt es ebenfalls zwei vererbbare Krankheiten. Bei der endokardialen Fibroelastose, deren Erbgang bislang noch unbekannt ist, kommt es zu einer deutlichen Verdickung der inneren Herzwand, welche auch auf die Herzklappen übergreifen kann. Dadurch kann es zu Herzgeräuschen, Kümmerwuchs und Herzversagen kommen. Neben den Siamkatzen sind nur noch Burma-Katzen in nennenswertem Umfang betroffen.
Ebenfalls erblich prädisponiert sind Siamkatzen direkt nach der Geburt für einen so genannten persistierenden Ductus arteriosus. Hierbei handelt es sich um einen ausbleibenden Verschluss der fetalen Kurzschlussverbindung zwischen Aorta und Lungengefäßstamm bei neugeborenen Kätzchen, der eher unspezifische Symptome wie Schwäche oder Herzversagen nach sich ziehen kann. Auch hier ist der Vererbungsmechanismus noch unbekannt.

### Blutzelldefekte
Siamkatzen sind in höherem Maße als die meisten anderen Rassekatzen für Porphyrie und Amyloidose anfällig. Bei beiden Erbkrankheiten ist der Erbgang noch nicht bekannt. Als Porphyrien bezeichnet man eine Gruppe erblicher Stoffwechselerkrankungen, die zu einer Störung des Aufbaus des roten Blutfarbstoffs Häm führen. Bei Siamkatzen führt dies zu einer sehr schweren Anämie, Photosensibilität und weiteren Krankheitsausprägungen.
Die Prädisposition für die so genannte familiäre reaktive systemische (oder renale) Amyloidose teilen sich Siamkatzen mit den Orientalisch Kurzhaar-Katzen und den Abessinierkatzen. Als Ursache wird ein Defekt der Leukozyten vermutet. Die Amyloidose führt zu einer kontinuierlichen Ablagerung des unlöslichen Proteins Amyloid in den inneren Organen, deren Funktion dadurch auf Dauer eingeschränkt wird. Primär sind davon Nieren oder Leber betroffen, was bei Siamkatzen mittleren Alters zu chronischer Nieren- oder Leberinsuffizienz führen kann.

### Stoffwechselstörungen
Bei dem Stoffwechsel organischer Säuren tritt bei Siamkatzen Isovalerianazidurie als hereditäre Störung auf. Der Erbgang ist auch hier unbekannt, angenommen wird aber ein autosomal-rezessiver Erbgang. Bei erkrankten Katzen liegt ein Defekt des Enzyms Isovaleryl-CoA-Dehydrogenase vor, wodurch es beim Abbau der Aminosäure Leucin zu Störungen kommt. In der Folge leiden betroffene Katzen an Metabolischer Azidose.

### Hereditäre Speicherkrankheiten
Auch hier gibt es spezifisch bei Siamkatzen gehäuft vererbbare Störungen. Diese führen zu einer Anhäufung und Speicherung von nicht abgebauten Stoffwechselprodukten wie beispielsweise Aminosäuren oder Polysacchariden. Die für Siamkatzen bedeutendste Krankheit ist hierbei die Gangliosidose des Typs GM1 (seltener GM2), die auch bei Korat-Katzen auftreten kann. Auslöser des Gendefektes ist eine bislang unbekannte Genmutation, der Erbgang ist autosomal-rezessiv. Befallene Katzen leiden ab einem Alter von circa sechs Monaten unter zunehmender Hirnschädigung durch Anreicherung von Gangliosiden (Fett-Zucker-Verbindungen) im Gehirn. Dies führt zu einer fortschreitenden Degeneration des zentralen Nervensystems. Für Siamkatzen gibt es einen Gentest, mit dem sich Gangliosidose GM1 und GM2 bereits bei Welpen beziehungsweise altersunabhängig auch bei erwachsenen Tieren nachweisen lässt. Der Nachweis kann auch bei heterozygoten Trägertieren durchgeführt werden, die bei positivem Testergebnis von der Zucht ausgeschlossen werden können.

### Krebserkrankungen
Bei Siamkatzen können zwei Krebserkrankungen gehäuft beobachtet werden. Bei Mammatumoren konnte in Untersuchungen für Siamkatzen ein etwa zweimal häufigeres Vorkommen als bei anderen Rassen nachgewiesen werden. Die bei Katern sehr selten auftretende Krebserkrankung trifft auch hier vornehmlich Siamkater. Bei Adenokarzinomen, die bei Dünndarmkrebs zweithäufigste Tumorart, gibt es eine eindeutige Rassepräferenz zur Siamkatze. Hier ist die Inzidenz sogar 8fach höher als bei anderen Rassekatzen.

### Verhaltensstörungen
Siamkatzen weisen außerdem noch eine gewisse Prävalenz zu dem so genannten Pica-Syndrom auf. Bei Untersuchungen aus dem Jahr 2002 waren 55 % der untersuchten Rassekatzen, die unter dem Pica-Syndrom litten, Siamkatzen. Das Pica-Syndrom zählt zu den Verhaltensstörungen und ist durch Fressen und Annagen von unverdaulichen Stoffen wie beispielsweise Wolle gekennzeichnet.

## Filmografie
Ein Paar Siamkatzen haben einen markanten Auftritt in Walt Disneys 15. abendfüllenden Zeichentrickfilm „Susi und Strolch“. Als Charakter sind sie negativ angelegt.

## Persönlichkeiten
- Mouni – Der siamesische Kater des französischen Komponisten Maurice Ravel[31]